# Musikheim

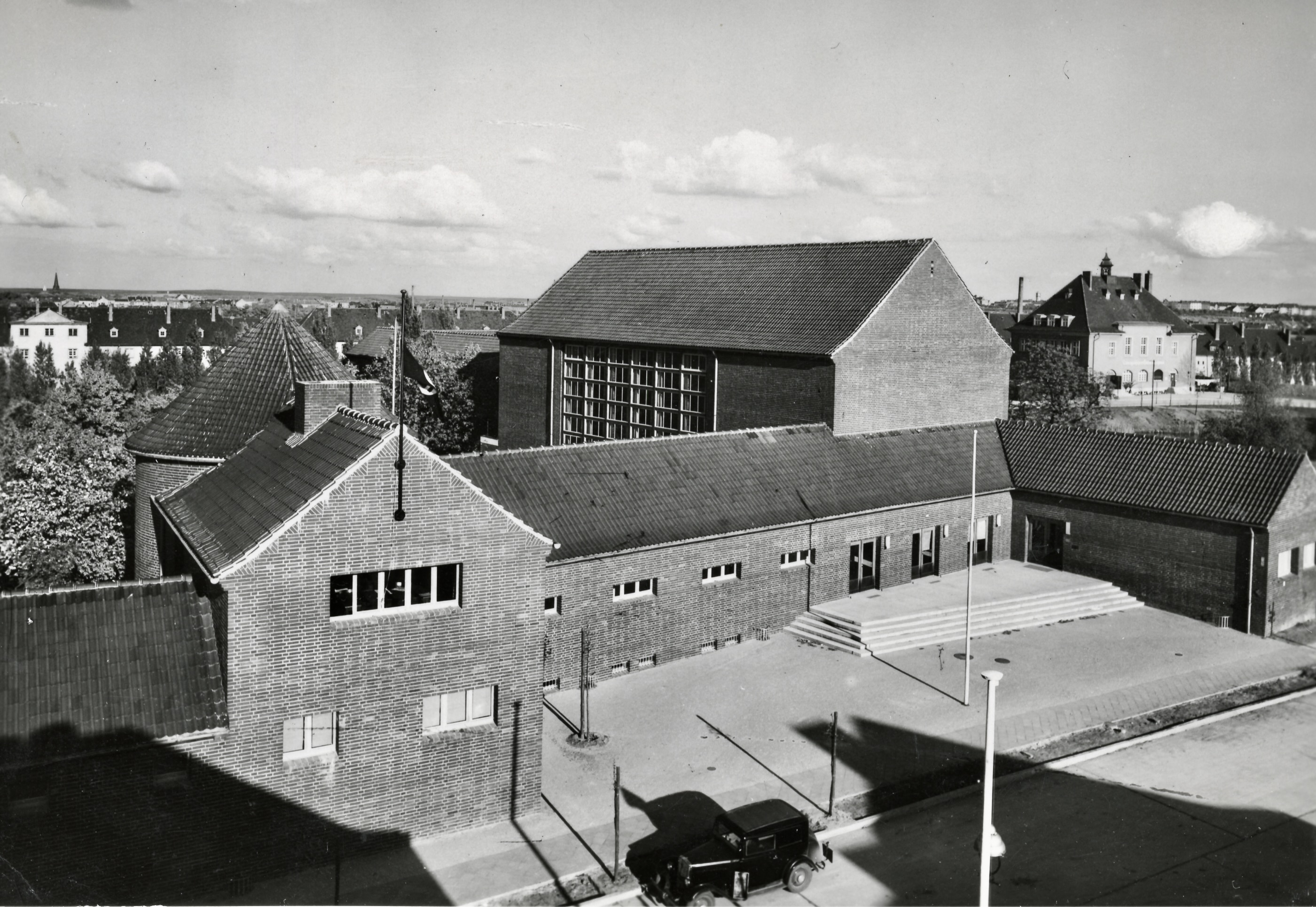
Musikheim, 1929

Das Musikheim in Frankfurt (Oder) war eine staatliche Einrichtung für die Weiterbildung der preußischen Volksschullehrer auf dem Gebiet der Musikerziehung. Daneben veranstaltete das Musikheim weitere Lehrgänge im Bereich der Erwachsenenbildung zu den Themen Instrumental- und Chormusik, Tanz und Laienspiel.
Die Einrichtung des Musikheimes ging auf eine Initiative Georg Götschs zurück, eines führenden Kopfes der deutschen Jugendmusikbewegung. Der Architekt des Musikheims war Otto Bartning. Das Musikheim bestand unter seinem Direktor Georg Götsch von 1929 bis 1941. Von 1945 bis 2000 dienten die Gebäude als Spielstätte des Kleist-Theaters. Für die Nutzung als Theater wurden in mehreren Schritten umfangreiche Umbauarbeiten vorgenommen, die die ursprüngliche Gestalt des Musikheims stark verändert haben.
Das ehemalige Musikheim ist seit 13. September 2002 als Baudenkmal in die Denkmalliste des Landes Brandenburg eingetragen.

## Das Musikheim und die Jugendmusikbewegung
Georg Götsch hatte 1921 in Berlin im „Alt-Wandervogel“ den Jugend- und Studentenchor „Märkische Spielgemeinde“ gegründet, der neben dem Gesang auch den Tanz und das Theaterspiel pflegte. Die Spielgemeinde unternahm Chorfahrten in Deutschland und in das europäische Ausland und war damit Vorbild für andere Chöre. Die Chorfahrten wurden, den Idealen der Jugendbewegung folgend, im Sinne gemeinsamen Lebens und Arbeitens gestaltet. Der Chor sollte dabei eine echte menschliche Lebensgemeinschaft bilden und nicht nur temporäre Zweckgemeinschaft sein.
Aus diesem Anspruch heraus entwickelte sich die Idee für eine privat finanzierte Siedlung auf dem Lande mit den Mitgliedern der „Märkischen Spielgemeinde“. Nachdem die Pläne für eine Landsiedlung gescheitert waren, wurde das Musikheim in Abstimmung mit dem preußischen Kultusminister Carl Heinrich Becker als eine staatlich finanzierte Einrichtung der Erwachsenenbildung gegründet.
Ziel war die musische Weiterbildung der preußischen Volksschullehrer im Geiste der von Leo Kestenberg entwickelten Richtlinien für den Schulmusik-Unterricht in jährlich drei Lehrgängen von jeweils acht Wochen. Das Musikheim sollte dabei Lern- und Lebensraum sein und durch das gemeinsame Arbeiten und Wohnen über einen längeren Zeitraum das Gemeinschaftsgefühl der Teilnehmer gestärkt werden. Neben den musischen Fächern standen u. a. auch Zeichenunterricht und Morgengymnastik auf dem Programm.
Neben den staatlichen Lehrgängen fanden weitere Kurse, Reisen und Freizeiten statt, wie z. B. eine „Tagung zur Wiederentdeckung der Barockinstrumente“, eine Laienspielfreizeit zum Thema „Musik im Laienspiel“ mit Martin Luserke, eine Freizeit der Günther-Schule München mit Carl Orff sowie mehrere Reisen des „Deutschen Singkreises“. Das „Convivium Viadrinum“ im Wintersemester 1932/33 war der Versuch eines Hochschulsemesters am Musikheim mit dem Ziel, die Ideen der Hochschulreform mit einem kleinen Kreis von Studenten umzusetzen und zu erproben.
Von großer Bedeutung war der Kontakt zu Rolf Gardiner, einem persönlichen Freund Georg Götschs, der die alten englischen Kontratänze wiederentdeckt hatte und diese nun auch in Deutschland populär machte.
Das Musikheim bestand von 1929 bis 1941 (nach anderen Quellen bis 1942). Neben einer Anpassung an die geänderten politischen Verhältnisse nach 1933, waren es persönliche Kontakte, die eine Weiterführung der Arbeit auch unter nationalsozialistischer Herrschaft ermöglichten.
1949 wurde von Anhängern des Musikheims die „Gesellschaft der Freunde des Musikheims“ gegründet, die sich 1951 in „Musische Gesellschaft“ umbenannte und ihren Sitz auf der Burg Fürsteneck hat. Durch die Vermittlung Georg Götschs konnte Otto Bartning als Architekt für den Umbau der Burg gewonnen werden. Die Burghalle gestaltete er in Anlehnung an die Halle des Musikheims.

## Vorgeschichte
Die nach dem Ersten Weltkrieg entstandenen neuen Ostgrenzen Deutschlands hatten große Auswirkungen auf die wirtschaftliche Situation Frankfurts (Oder), da damit die alten Handelsverbindungen in den Osten verloren gegangen waren. Gezielte Maßnahmen sollten die Wirtschaftskraft und die kulturelle und politische Bedeutung der Stadt stärken.
Besondere Bedeutung kam in diesem Zusammenhang der Verlegung der Reichsbahndirektion Osten von Berlin nach Frankfurt (Oder) zu. Für die nach Frankfurt (Oder) umziehenden Bahnbeamten wurde ein umfangreiches Wohnungsbauprogramm erforderlich. Im Rahmen dieses Programmes entwarf der Architekt Martin Kießling (1879–1944) die Paulinenhofsiedlung (erbaut 1922–1925) in der Nuhnen Vorstadt. Er gestaltete diese Siedlung im Stile einer Gartenstadt mit einem großzügigen Platz als Zentrum, einer breiten Allee als Haupt- und Sichtachse und durch Torbauten betonten Zugängen.
Die Stadt Frankfurt (Oder) unter Oberbürgermeister Hugo Kinne bemühte sich zudem um die Ansiedlung weiterer, nicht-universitärer Bildungseinrichtungen, zu denen das Musikheim und die Pädagogische Akademie gehörten, welche in unmittelbarer Nachbarschaft zur Paulinenhofsiedlung errichtet wurden.
Als Planer für das Musikheim wurde der mit Carl Heinrich Becker und Georg Götsch befreundete Architekt Otto Bartning gewonnen, der zu dieser Zeit Direktor der Staatlichen Bauhochschule in Weimar war. Bartning hatte den Auftrag unter Umgehung des Frankfurter Stadtbauamtes und ohne öffentliche Ausschreibung erhalten. Am 17. September 1928 fand die Grundsteinlegung statt und nach gut einjähriger Bauzeit erfolgte am 15. Oktober 1929 die feierliche Einweihung des Musikheims, dessen Einrichtung Erich Dieckmann konzipiert hatte.

## Der Gebäudekomplex

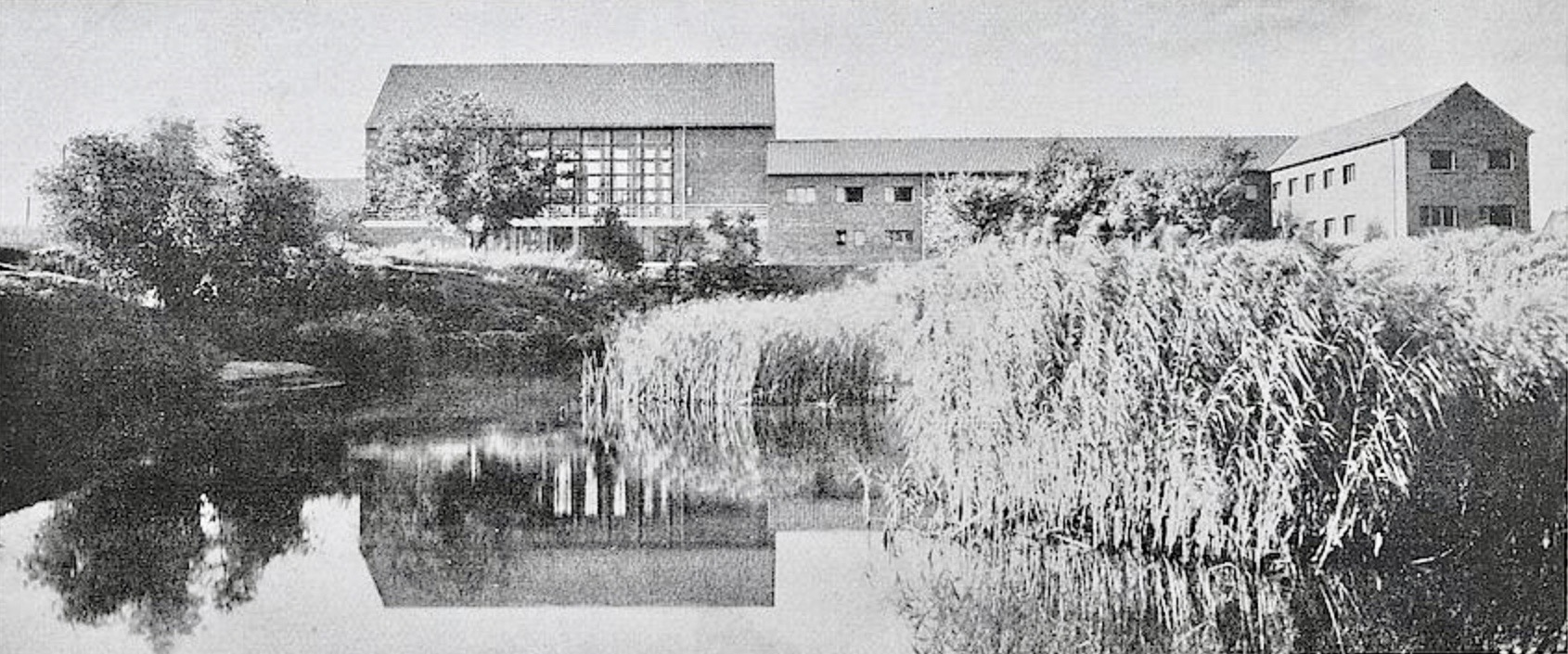
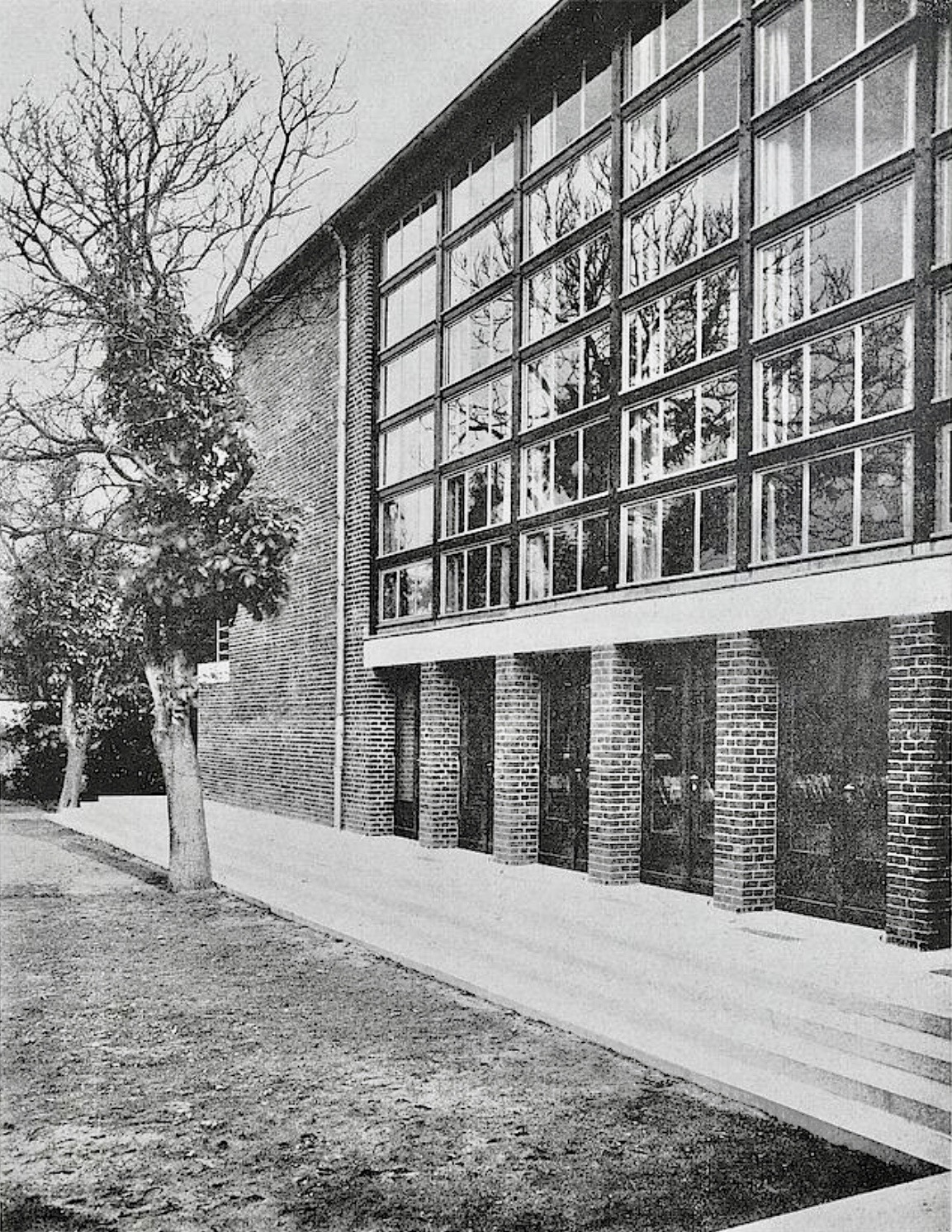
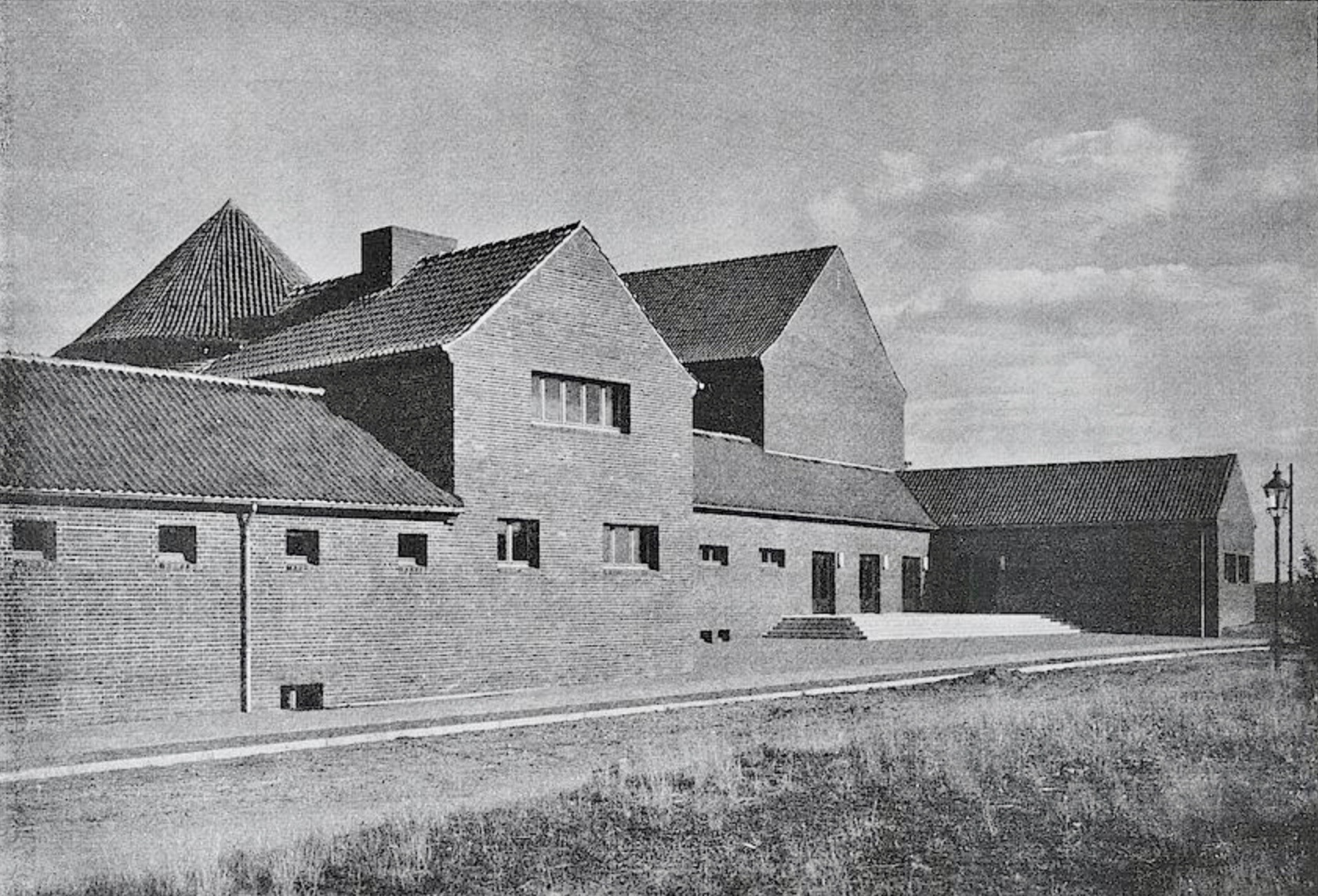
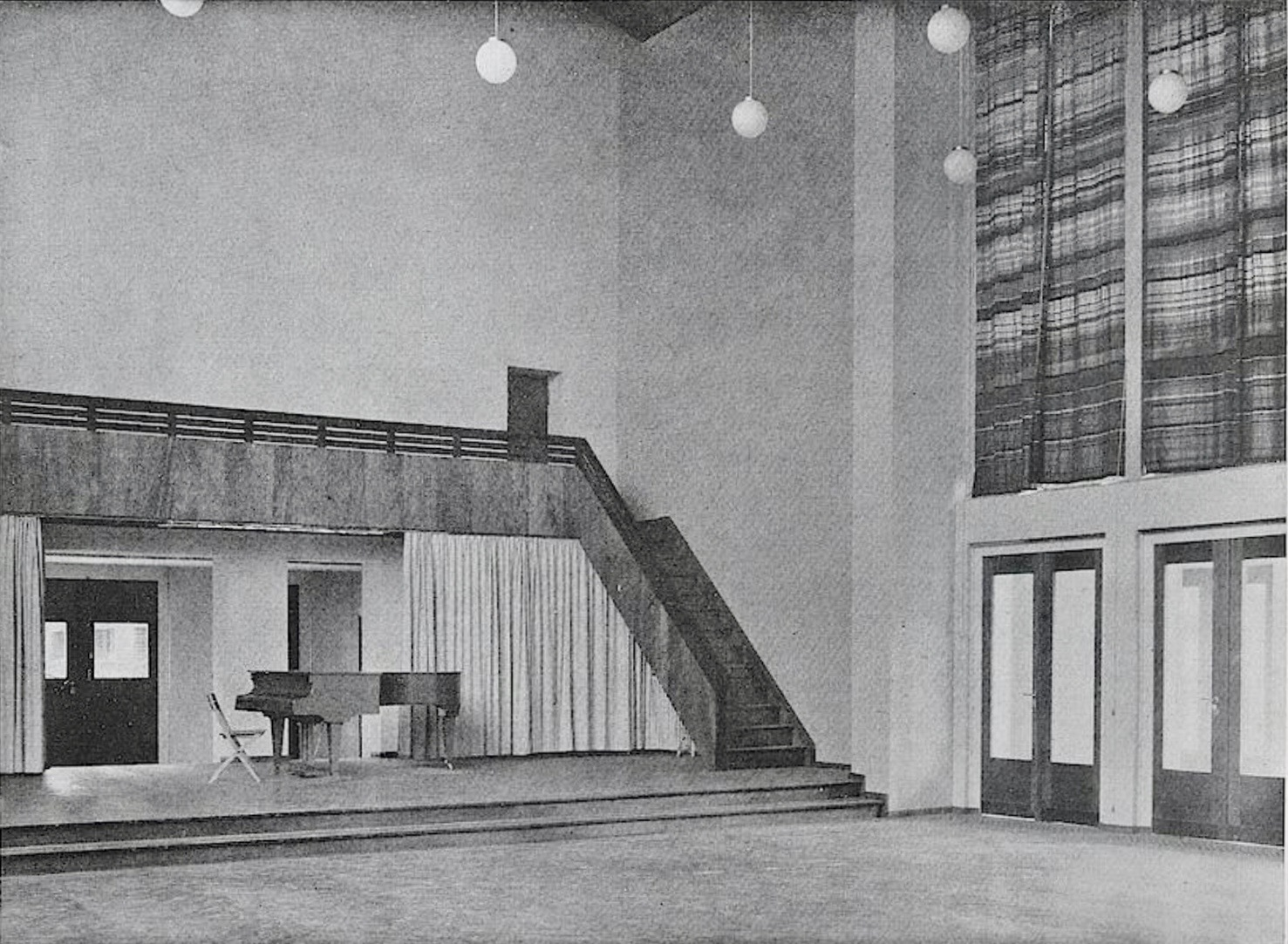
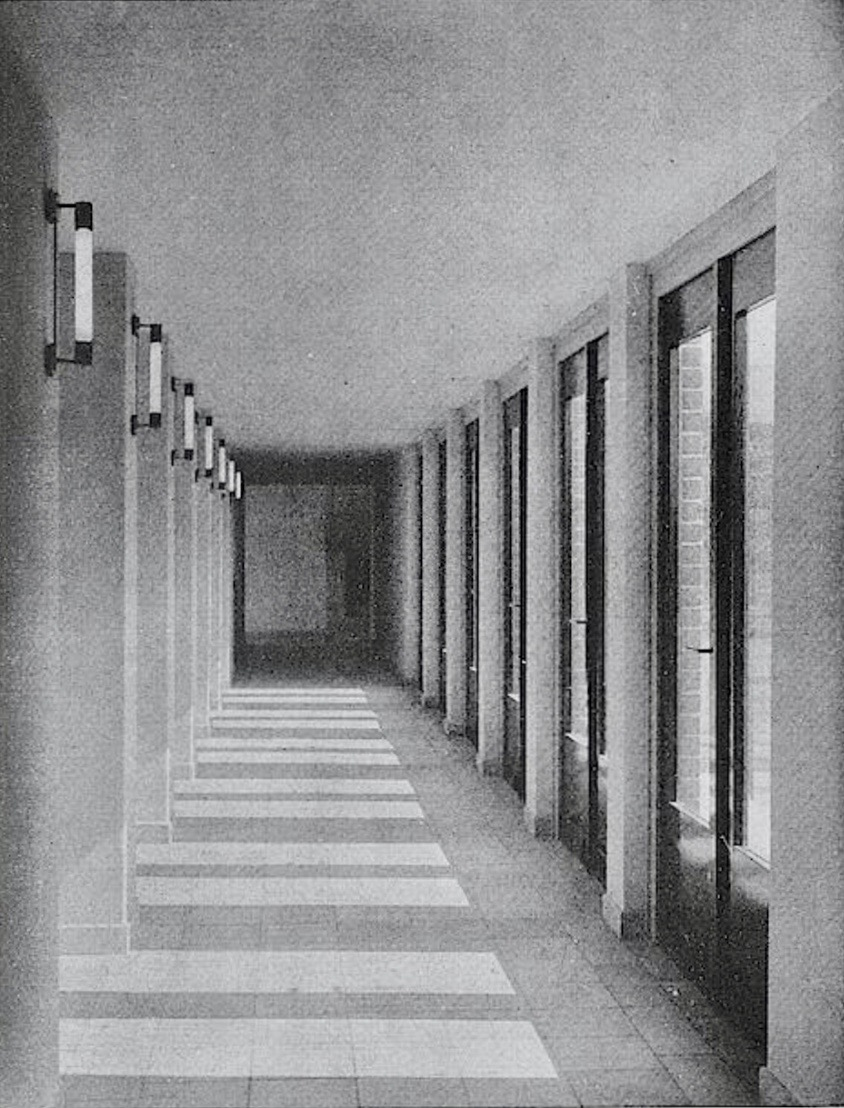
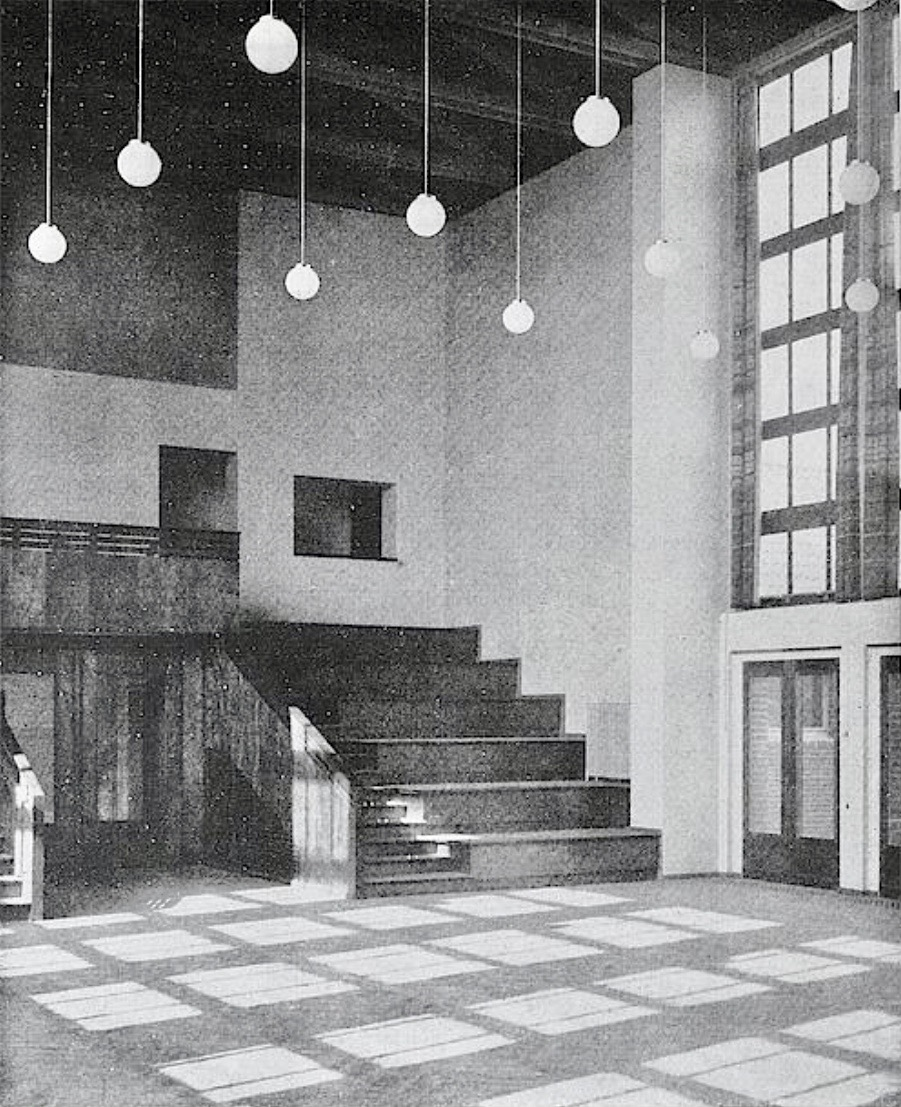
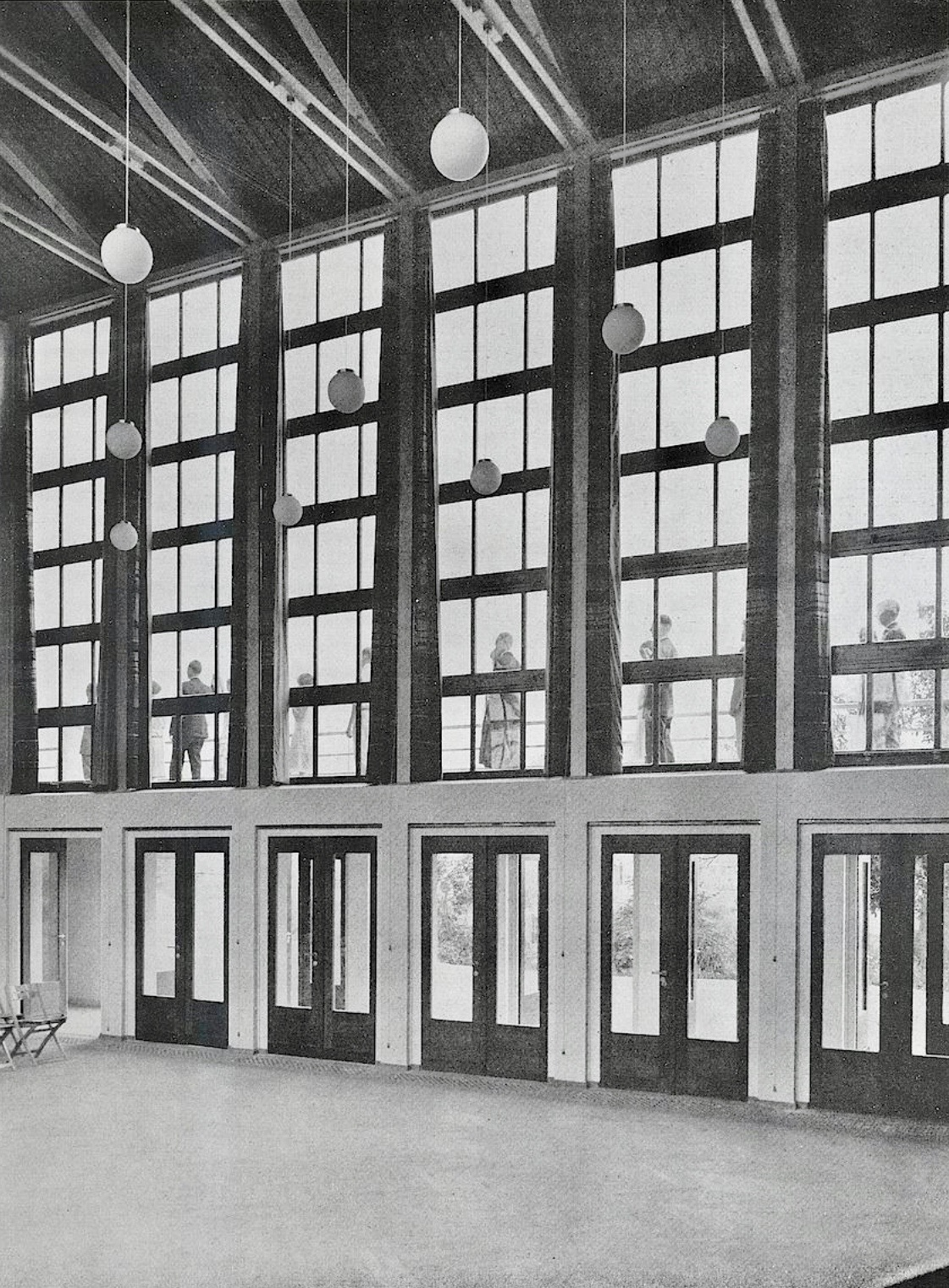
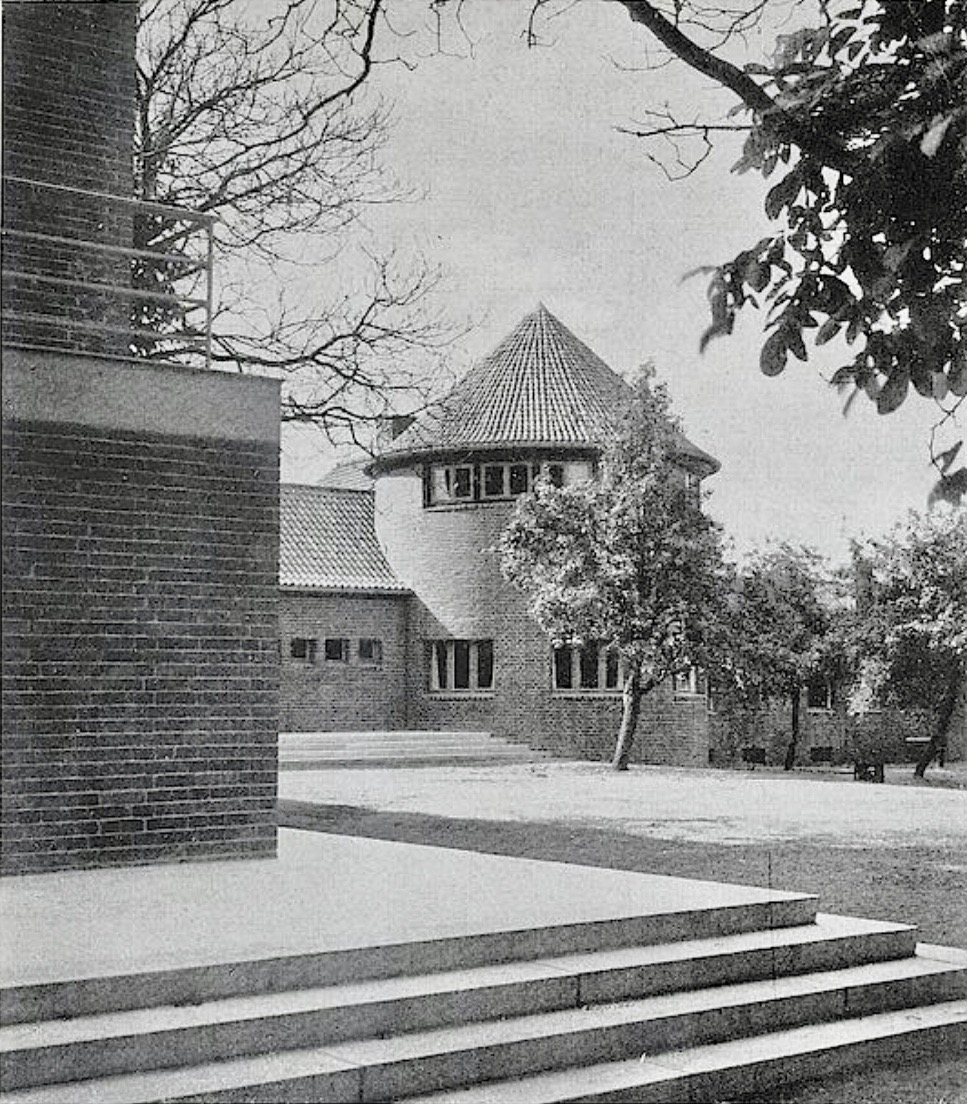
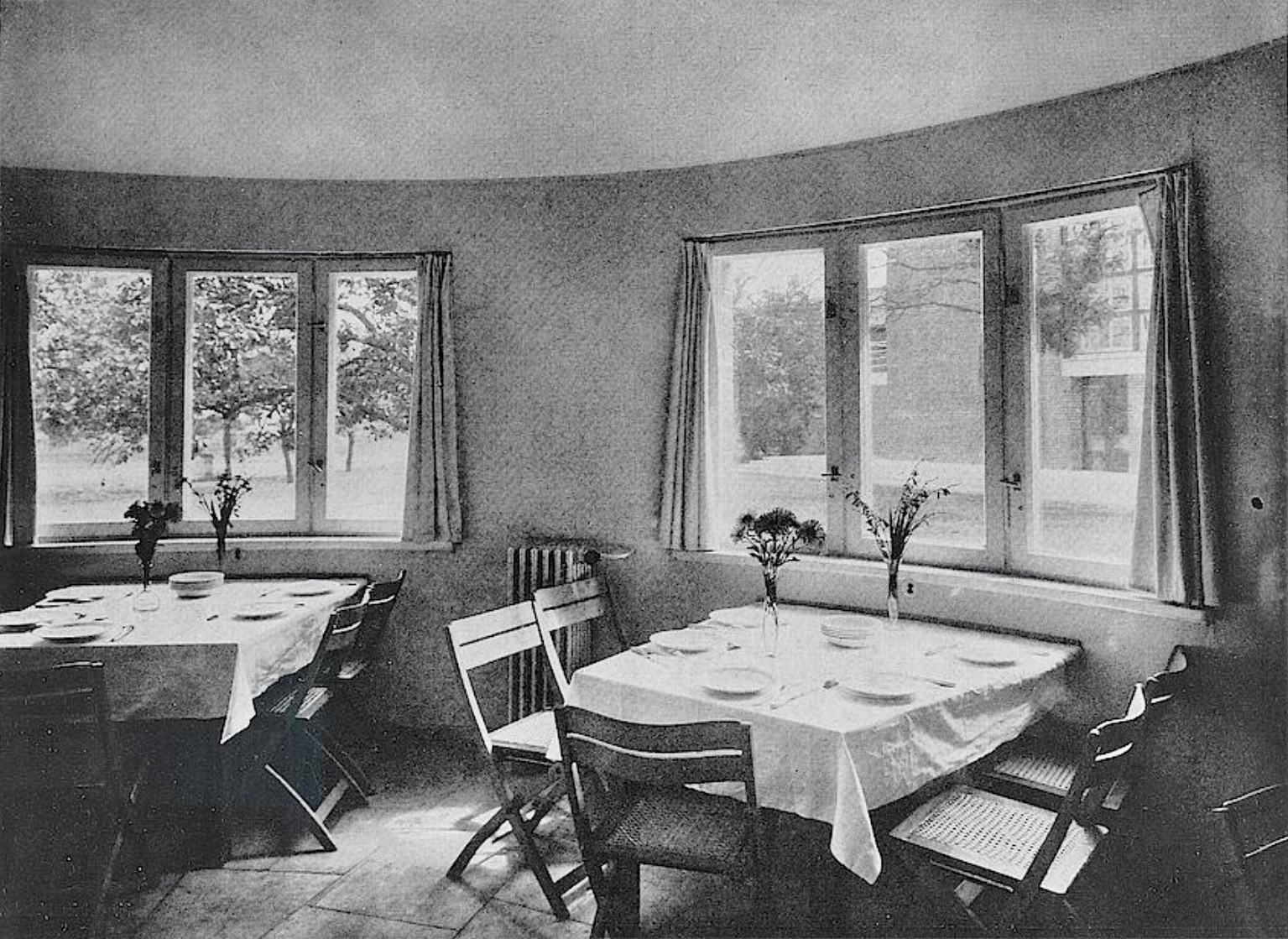
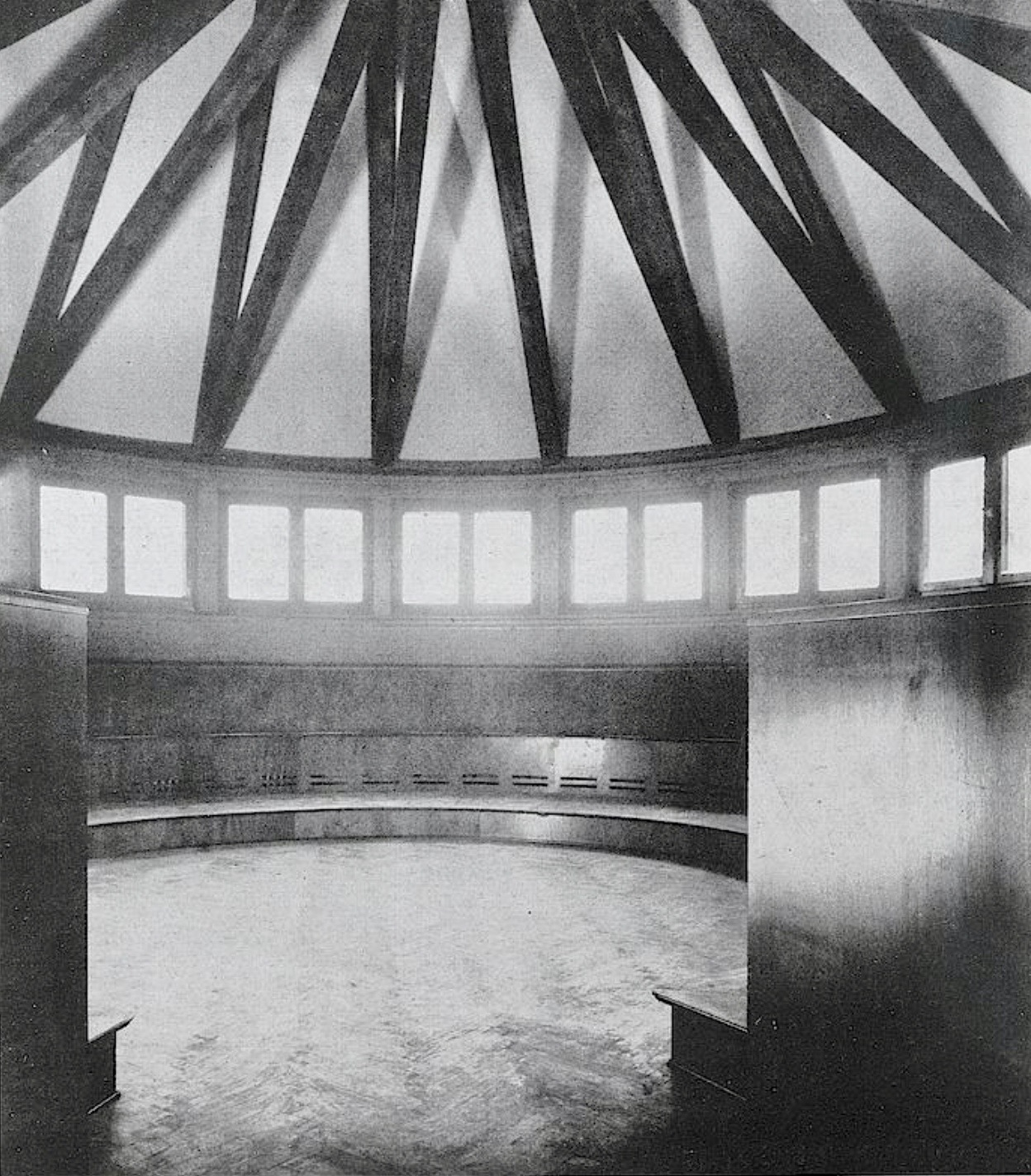
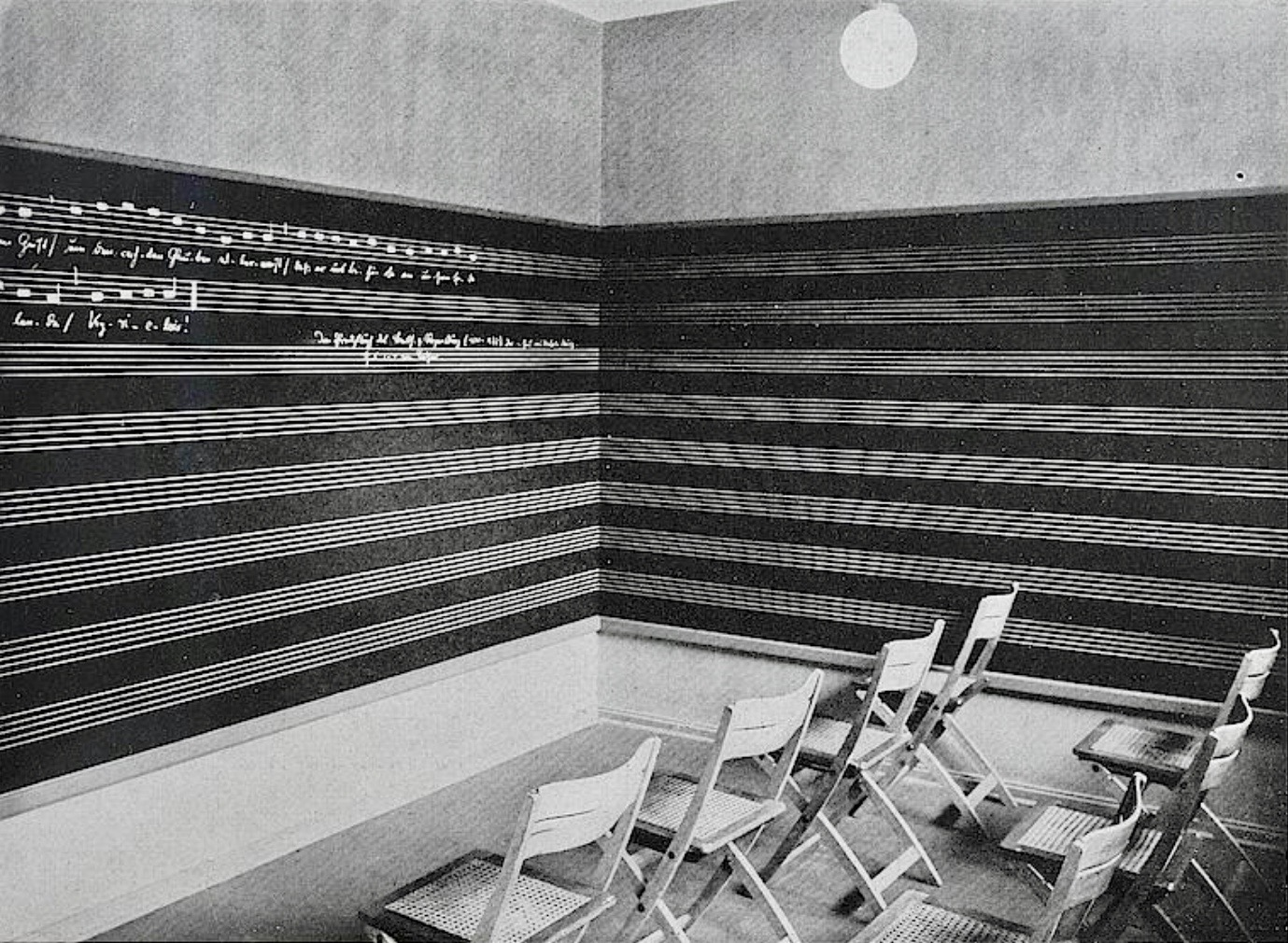
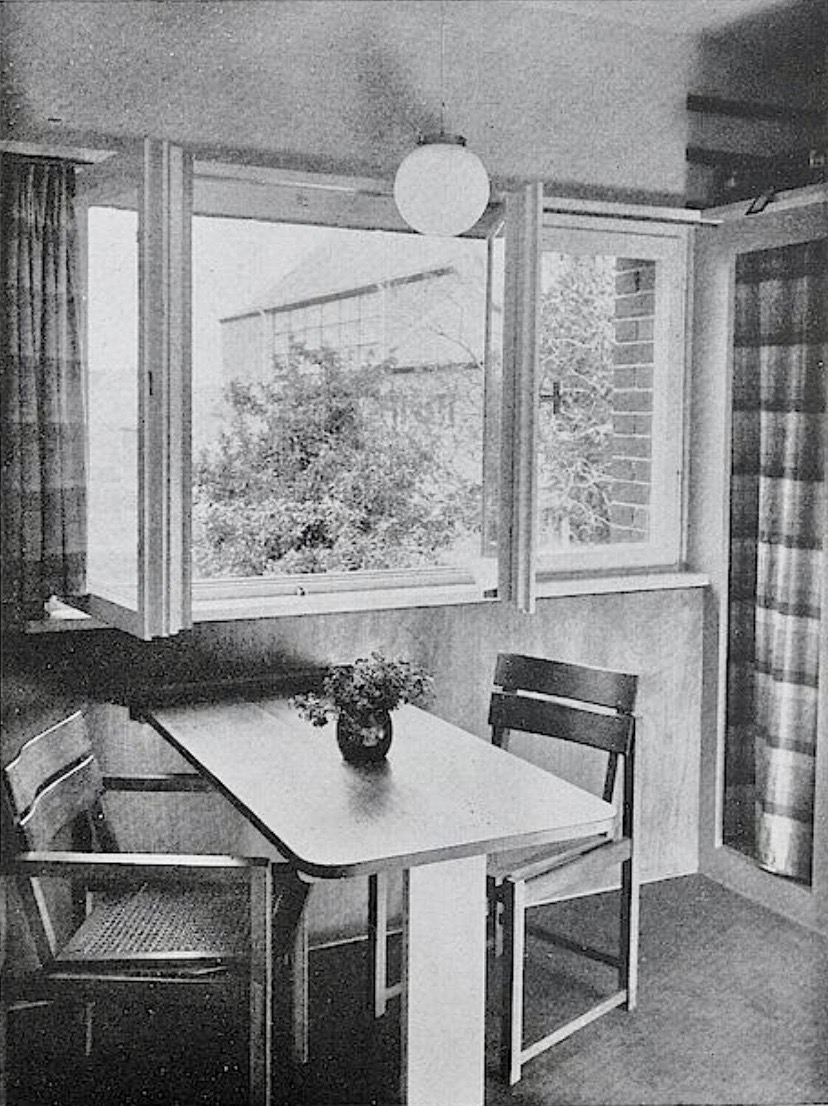

Der Bau des Musikheims wurde mit einem sehr knappen Budget von rund 300.000 Reichsmark verwirklicht, was einem Wert von 30 RM / m³ umbauter Raum entsprach. Diese Summe reichte für eine solide und ortsübliche Ausführung. Die konventionelle Bauweise des Gebäudes steht im Gegensatz zur modernen Grundrisskonzeption. Das Musikheim ist ein Bau, dessen Grundriss aus dem Innern heraus entwickelt und in seiner Gestaltung vollkommen auf seine Funktion und die Bedürfnisse seiner Bewohner abgestimmt ist. Auf eine repräsentative Gestaltung des Äußeren und eine Einbindung in die Umgebung wurde dabei fast völlig verzichtet.
Die verschiedenen Funktionsbereiche – Wohntrakt, Wirtschaftsflügel, Verwaltungsflügel, Halle etc. – sind additiv zusammengefügt und bilden einen offenen, weitgestreckten Grundriss. Verbindende gestalterische Elemente sind das durchgängig verwendete Ziegelsteinmauerwerk in schlichter, traditionell-handwerklicher Ausführung und die dunkel engobierten Dachpfannen der Satteldächer. Im Innern werden die Gebäudeteile durch einen langen Flur verbunden, der fast ohne Unterbrechung wie eine Lebensader das gesamte Musikheim durchzieht. Der introvertierte Charakter des Gebäudes legt dabei den Vergleich mit mittelalterlichen Klosteranlagen nahe.

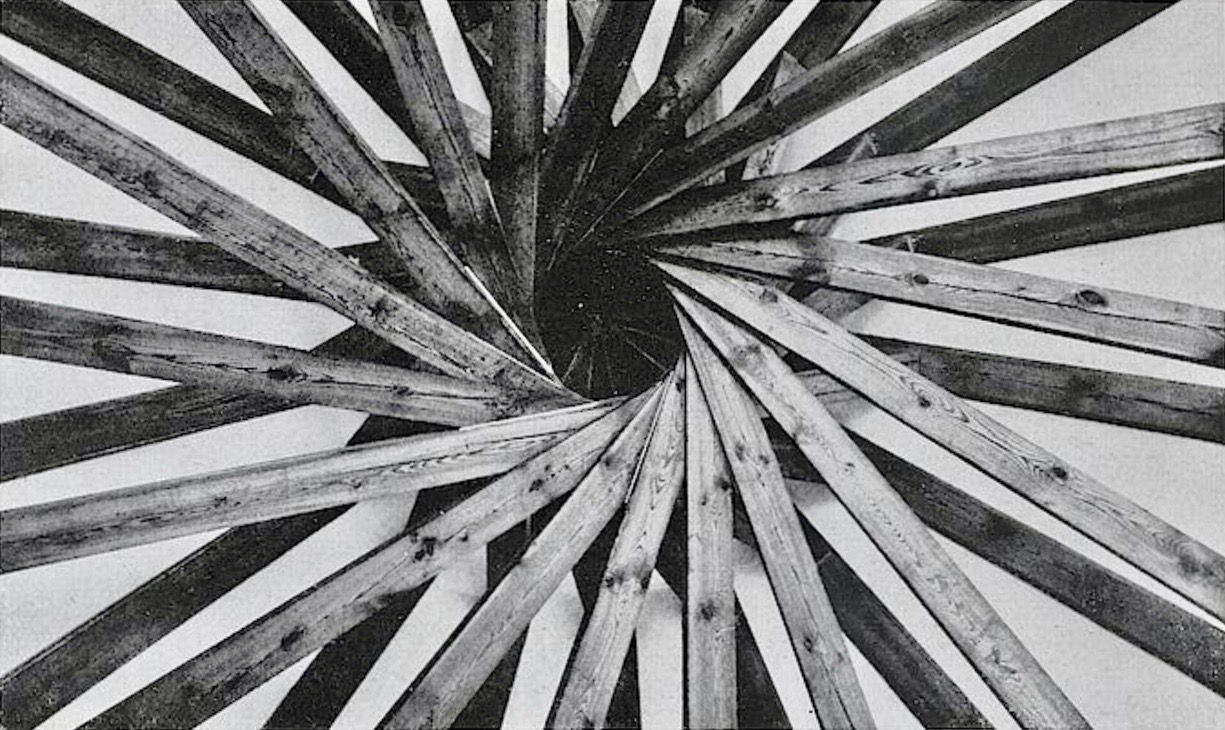
Offenes Dachtragwerk im Rundbau

Das Zentrum des Musikheims bildete die große, lichtdurchflutete Halle mit offenem Dachstuhl, die die anderen Gebäudeteile deutlich überragte. Die Halle bot Platz für bis zu 500 Menschen und wurde für Theateraufführungen und Tanzveranstaltungen im Rahmen der Lehrgänge sowie als Festsaal genutzt. Ein gedrungener, zweigeschossiger Rundturm mit Kegeldach bildet die Verbindung zwischen dem Schulungstrakt und dem Wirtschaftsflügel. Im Erdgeschoss des Turmes befand sich der Speisesaal, der Raum im Obergeschoss diente als intimer Versammlungsort für Kammermusik, Chorübungen und besinnliche Veranstaltungen. Er wird von einem aufwendig gestalteten, offenen Dachtragwerk überfangen, welches dem Raum eine besondere Akustik verleiht.
Die insgesamt 31 jeweils 9 m² großen Einzelwohnräume der Lehrgangsteilnehmer, auch „Wohnzellen“ genannt, zeichneten sich durch eine ebenso praktische wie wohnliche Gestaltung aus. Die Sanitärbereiche, in denen auf eine Geschlechtertrennung verzichtet wurde, waren als Gemeinschaftsräume in einem eigenen Flügel des Wohntraktes untergebracht.
Ein großer Garten mit altem Obstbaumbestand schließt sich im Norden an die Gebäude des Musikheimes an. Er wird zur Straße hin durch eine markante Feldsteinmauer begrenzt, den nördlichen Abschluss bildeten die Dozentenhäuser für den Direktor Georg Götsch und die Musikheim-Lehrer.
Alle Räume des Musikheimes wurden durch die Werkstätten der Bauhochschule mit gestalterisch hochwertigen Möbeln von Erich Dieckmann, Beleuchtungskörpern und Baubeschlägen von Wilhelm Wagenfeld sowie mit Vorhangstoffen ausgestattet. Ludwig Hirschfeld-Mack entwarf das Farbkonzept für die Wände, Böden und Decken, welches den Räumen einen freundlichen und einladenden Charakter verlieh.
Die ursprüngliche Raumwirkung ist heute nur noch an wenigen Stellen erlebbar, da das Musikheim für die Nutzung als Theater in weiten Teilen umgebaut, überformt und durch weitere Bauten ergänzt wurde.

## Bekannte Lehrer
- Erich Bitterhoff (1915–1995)[2]
- Klaus Borries (1903–1990)
- Rolf Gardiner (1902–1971)[3]
- Georg Götsch (1895–1956)[4]
- Karl Gofferje (1893–1966)
- Hans Grosser
- Ludwig Kelbetz (1905–1943)[5]
- Eduard Meier-Menzel (1887–1958)
- Walter Neumerkel
- Carl Orff (1895–1982)[6]
- Walter Praetorius
- Gisela Reiners
- Kurt Sydow (1908–1981)
- Konrad Weitzel

## Bekannte Schüler
- Jens Jürgen Rohwer (1914–1994)

## Situation heute
Seit der Schließung des Kleist-Theaters im Jahre 2000 wird das ehem. Musikheim nur noch in Teilbereichen durch die Theater- und Veranstaltungswerkstatt „Backstage“ und einen Kostümverleih genutzt. Viele Gebäudeteile stehen leer und sind zunehmend von Verfall und Vandalismus bedroht.